# Akeem Adams
Akeem Elijah Adams (ur. 13 kwietnia 1991 w Point Fortín, zm. 30 grudnia 2013 w Budapeszcie) – trynidadzki piłkarz, grający na pozycji obrońcy.

## Kariera
Zagrał w kilku klubach w Trynidadzie i Tobago. Uczestniczył w Mistrzostwach Świata U-17 piłki nożnej w 2007 roku i Mistrzostwach Świata U-20 piłki nożnej w 2009 roku. W dniu 25 września 2013 roku doznał ataku serca i amputowano mu lewą nogę. 28 grudnia jego stan pogorszył się w następstwie krwotoku mózgu i zmarł 30 grudnia 2013 roku w wieku 22 lat.